# Enak
Enak − polsko-niemiecki film fabularny z 1992 roku.

## Fabuła
Akcja filmu dzieje się w Stanach Zjednoczonych. Tytułowy bohater Charles Enak vel Karol Enakowski odmawia powrotu na ziemię z przestrzeni kosmicznej, gdzie został wysłany. Wyłącza instrumenty pokładowe i nie kontaktuje się z Ziemią. Ziemia pogrążą się w największym od czasów zimnej wojny kryzysie politycznym. Dziennikarze wietrzą skandal i próbują odszukać przyczynę postępowania Enaka. Badają jego przeszłość w komunistycznej Polsce i odszukują osoby, z którymi był związany w przeszłości. Odkrywają, że Enak potrafi wpływać na ludzką podświadomość.

## Obsada
- Irène Jacob − Lucielle Spaak
- Edward Żentara − Charles Enak
- Joanna Szczepkowska − aktorka Ann Miller, była żona Enaka
- Piotr Machalica − Steve Good
- Jerzy Bińczycki − znany reporter
- Zbigniew Zapasiewicz − John Gilett, urzędnik Departamentu Stanu
- Artur Żmijewski − młody reporter
- Marek Walczewski − urzędnik Departamentu Stanu
- Katarzyna Kozaczyk − kochanka oficera
- Eugeniusz Priwieziencew − asystent Gooda
- Mariusz Czajka − szef klubu
- Maciej Orłoś − lekarz
- Krzysztof Luft − reporter
- Antoni Ostrouch − zamachowiec
- Tadeusz Hanusek − oficer milicji
- Jolanta Fraszyńska − dziewczyna z komitetu wyborczego
- Cezary Pazura
- Omar Sangare
- Elżbieta Skrętkowska
- Mirosław Zbrojewicz
- i inni